# Peter Deer
Peter Deer (* 26. November 1878 in Kahnawake; † 30. Juli 1956) war ein kanadischer Mittelstreckenläufer.
Bei den Olympischen Spielen 1904 in St. Louis wurde er Sechster über 1500 m. Seine Platzierung über 800 m ist nicht überliefert.